# Харкук, Рашид
Рашид Харкук (англ. Rashid Peter Harkouk 19 мая 1956, Лондон, Великобритания) — алжирский футболист, играл на позиции нападающего.
Рашид Харкук попал в заявку сборной Алжира на чемпионате мира 1986 года в Мексике. В первом матче своей команды против сборной Северной Ирландии он вышел на поле на 33-й минуте матча, заменив Рабаха Маджера. Вторую игру против Бразилии провёл на скамейке запасных, в последней же игре Алжира против Испании отыграл все 90 минут.